# رانيا السباعي
رانيا السباعي (7 سبتمبر 1976 -)، ممثلة مصرية تعيش في الكويت.

## عن حياتها
درست الطب لكنها لم تمارسه. بدأت العمل الفني بعام 2005 وذلك من خلال المشاركة في برنامج ريموت كنترول وغابت لثلاث أعوام وذلك لظروف خاصة بها، إلى أنها عادت بعام 2011 إلى المجال الفني. إضافة إلى عملها كممثلة فهي تعمل كمذيعة.

## أعمالها

### المسلسلات
| سنه الإنتاج | اسم المسلسل                  | بمشاركة                                                                             |
| ----------- | ---------------------------- | ----------------------------------------------------------------------------------- |
| 2005        | ريموت كنترول - برنامج كوميدي | عبد الناصر درويش، هيا الشعيبي                                                       |
| 2006        | شبايك - برنامج كوميدي        | حسن البلام، عبد الناصر درويش                                                        |
| 2007        | في البيوت أسرار              | جاسم النبهان، عبير الجندي، غازي حسين، بدرية أحمد، أميرة محمد                        |
| 2012        | عشرة عمر                     | هدى الخطيب، صلاح الملا، مشاري البلام، عبير أحمد، عبد الإمام عبد الله، إلهام الفضالة |
| 2012        | الثمن                        | عبد العزيز المسلم، صلاح الملا، مشاري البلام، لمياء طارق، شيماء علي                  |
| 2014        | صديقات العمر                 | فاطمة الصفي، بثينة الرئيسي، صمود، باسمة حمادة، طيف، هنادي الكندري، عبد الله ملك     |

## روابط خارجية
- رانيا السباعي على موقع قاعدة بيانات الأفلام العربية